# Alstroemeria cabralensis
Alstroemeria cabralensis är en alströmeriaväxtart som beskrevs av Pierfelice Ravenna. Alstroemeria cabralensis ingår i släktet alströmerior, och familjen alströmeriaväxter. Inga underarter finns listade i Catalogue of Life.